# Pseudoxyrhopus quinquelineatus
Espèce
Synonymes
- Liophis quinquelineatus Günther, 1881

Statut de conservation UICN

 LC  : Préoccupation mineure
Pseudoxyrhopus quinquelineatus est une espèce de serpents de la famille des Lamprophiidae. 

## Répartition
Cette espèce est endémique de Madagascar.

## Publication originale
- Günther, 1881 : Seventh Contribution to the Knowledge of the Fauna of Madagascar. Annals and magazine of natural history, ser. 5, vol. 7, p. 357-360 (texte intégral).